# Jürg Dubler
Jürg Dubler (ur. 13 kwietnia 1941 w Zurychu, zm. 26 lipca 2014 w Dielsdorfie) – szwajcarski kierowca wyścigowy.

## Życiorys
Dubler urodził się w kwietniu 1941 roku w Zurychu. Pierwszym wyścigiem, w którym wziął udział, był slalom na lotnisku w Dübendorfie, gdzie rywalizował Fiatem 600 swojej matki. Po zakończeniu szkoły podjął pracę w Volvo. Po nabyciu Volvo PV544 rozpoczął rywalizację w wyścigach górskich w Szwajcarii i Francji. W pierwszej połowie lat 60. zakupił zbudowanego według przepisów Formuły Junior Coopera z silnikiem BMC o pojemności 1,1 litra. Samochodem tym uczestniczył w wyścigach górskich. W 1964 roku nabył nowego Brabhama.
W 1966 roku, celem podniesienia budżetu na starty, zbudował samochód Formuły Vee o nazwie ZARP. Łącznie powstało 11 egzemplarzy tego pojazdu. W wyścigu Formuły Vee na torze Monza samochody ZARP zajęły pięć pierwszych miejsc.
Jego pierwszym międzynarodowym zwycięstwem była wygrana w Grand Prix Portugalii Formuły 3 w 1966 roku na torze w Cascais. W tym samym roku wygrał wyścig w Brnie. W 1968 roku zdobył mistrzostwo Szwajcarskiej Formuły 3. W 1969 roku wygrał wyścig Włoskiej Formuły 3 – Trofeo Bruno e Fofi Vigorelli. W 1970 roku wygrał m.in. Grand Prix Barcelony, Grand Prix Brna czy Zandvoort Trophy.
Po podniesieniu limitu pojemności silników do 1,6 litra Dubler stracił zainteresowanie Formułą 3. Wziął następnie udział Brabhamem w kilku wyścigach Formuły 2. Zdobył pole position i prowadził w wyścigu w Bogocie w 1971 roku, zanim nie zepsuł się jego pojazd. W latach 70. Dubler uczestniczył również bez sukcesów w kilku długodystansowych wyścigach. W 1976 roku był zgłoszony do wyścigu 24h Le Mans na samochodzie Cheetah G601, ale nie wystartował w wyścigu.
W sumie uczestniczył w ponad 100 wyścigach, z których wygrał 36, zarówno w Europie, jak i Argentynie.
W 1971 roku Dubler założył zespół Formuły 1, Scuderia Finotto. Z powodu niskiego budżetu wziął on udział jedynie w kilku Grand Prix w 1974 roku, kiedy to Szwajcar wystawił Brabhama BT42. Jego kierowcami byli Gérard Larrousse, Helmuth Koinigg i Carlo Facetti, ale nie osiągali konkurencyjnych rezultatów.
Po zakończeniu kariery wyścigowej Dubler założył firmę Jürg Dubler Automobiles, zajmującą się importem specjalistycznych pojazdów ze Stanów Zjednoczonych. Pracował także dla szwajcarskiej telewizji jako reporter Formuły 1. W 2005 roku zachorował na chorobę Alzheimera. Mimo to do 2011 roku pojawiał się na różnych historycznych pokazach. Zmarł w 2014 roku.

## Życie prywatne
Był żonaty z Marianne.

## Wyniki
| Legenda oznaczeń w tabelach wyników Wyświetl szablon na nowej stronie | Legenda oznaczeń w tabelach wyników Wyświetl szablon na nowej stronie                                                                     |
| Oznaczenie                                                            | Wyjaśnienie |
| --------------------------------------------------------------------- | --- |
| Złoty                                                                 | Zwycięzca lub mistrzostwo |
| Srebrny                                                               | 2. miejsce lub wicemistrzostwo |
| Brązowy                                                               | 3. miejsce lub II wicemistrzostwo |
| Zielony                                                               | Ukończył, punktował (w klasyfikacji generalnej, gdy zdobył co najmniej jeden punkt na przestrzeni sezonu, poza trzema powyższymi opcjami) |
| Niebieski                                                             | Ukończył, nie punktował (w klasyfikacji generalnej, gdy nie zdobył co najmniej jednego punktu na przestrzeni sezonu)                      |
| Czerwony                                                              | Nie zakwalifikował się (NZ) |
| Czerwony                                                              | Nie prekwalifikował się (NPK) |
| Różowy                                                                | Nie ukończył (NU) |
| Różowy                                                                | Niesklasyfikowany (NS) (w klasyfikacji generalnej, gdy nie został sklasyfikowany w żadnym wyścigu sezonu)                                 |
| Czarny                                                                | Zdyskwalifikowany (DK) |
| Czarny                                                                | Wykluczony (WYK/EX) |
| Biały                                                                 | Nie wystartował (NW) |
| Biały                                                                 | Kontuzjowany (K/INJ) |
| Biały                                                                 | Wyścig odwołany (OD/C) |
| Bez koloru                                                            | Został wycofany (WYC/WD) |
| Bez koloru                                                            | Nie przybył (NP/DNA) |
| Bez koloru                                                            | Nie brał udziału w treningach (NT/DNP) |
| Bez koloru                                                            | Nie został zgłoszony (–) |
| Pogrubienie                                                           | Start z pole position |
| Kursywa                                                               | Najszybsze okrążenie wyścigu |
| †                                                                     | Nie ukończył, ale jego rezultat został zaliczony ze względu na przejechanie więcej niż 90% dystansu wyścigu.                              |
| *                                                                     | Sezon w trakcie |
| 1/2/3                                                                 | Punktowana pozycja w sprincie kwalifikacyjnym                                                                                             |
| Lista systemów punktacji Formuły 1                                    | |

### Europejska Formuła 2
| Rok  | Zespół      | Samochód     | Silnik | Wyniki w poszczególnych eliminacjach | Wyniki w poszczególnych eliminacjach | Wyniki w poszczególnych eliminacjach | Wyniki w poszczególnych eliminacjach | Wyniki w poszczególnych eliminacjach | Wyniki w poszczególnych eliminacjach | Wyniki w poszczególnych eliminacjach | Wyniki w poszczególnych eliminacjach | Wyniki w poszczególnych eliminacjach | Wyniki w poszczególnych eliminacjach | Wyniki w poszczególnych eliminacjach | Pkt. | Msc. |
| ---- | ----------- | ------------ | ------ | ------------------------------------ | ------------------------------------ | ------------------------------------ | ------------------------------------ | ------------------------------------ | ------------------------------------ | ------------------------------------ | ------------------------------------ | ------------------------------------ | ------------------------------------ | ------------------------------------ | ---- | ---- |
| 1971 |             |              |        |                                      | Wielka Brytania                      |                                      |                                      | Wielka Brytania                      | Francja                              | Szwecja                              | Austria                              | Francja                              | Włochy                               | Włochy                               | 0    | NS   |
| 1971 | Team Obrist | Brabham BT30 | Ford   | NW                                   | NZ                                   | 13                                   | NZ                                   | NZ                                   | NZ                                   | NU                                   | -                                    | -                                    | -                                    | -                                    | 0    | NS   |
| 1974 |             |              |        |                                      |                                      | Francja                              | Austria                              |                                      | Włochy                               | Szwecja                              | Włochy                               |                                      | Włochy                               |                                      | 0    | NS   |
| 1974 | Jürg Dubler | GRD 273      | Ford   | -                                    | -                                    | -                                    | -                                    | -                                    | -                                    | -                                    | -                                    | -                                    | NZ                                   |                                      | 0    | NS   |

### Brytyjska Formuła 3

#### B.R.S.C.C.
| Rok  | Zespół                          | Samochód     | Silnik | Wyniki w poszczególnych eliminacjach | Wyniki w poszczególnych eliminacjach | Wyniki w poszczególnych eliminacjach | Wyniki w poszczególnych eliminacjach | Wyniki w poszczególnych eliminacjach | Wyniki w poszczególnych eliminacjach | Wyniki w poszczególnych eliminacjach | Wyniki w poszczególnych eliminacjach | Wyniki w poszczególnych eliminacjach | Wyniki w poszczególnych eliminacjach | Wyniki w poszczególnych eliminacjach | Wyniki w poszczególnych eliminacjach | Wyniki w poszczególnych eliminacjach | Wyniki w poszczególnych eliminacjach | Pkt. | Msc. |
| ---- | ------------------------------- | ------------ | ------ | ------------------------------------ | ------------------------------------ | ------------------------------------ | ------------------------------------ | ------------------------------------ | ------------------------------------ | ------------------------------------ | ------------------------------------ | ------------------------------------ | ------------------------------------ | ------------------------------------ | ------------------------------------ | ------------------------------------ | ------------------------------------ | ---- | ---- |
| 1970 |                                 |              |        | Wielka Brytania                      | Wielka Brytania                      | Monako                               | Wielka Brytania                      | Wielka Brytania                      | Wielka Brytania                      | Wielka Brytania                      | Wielka Brytania                      | Wielka Brytania                      | Wielka Brytania                      | Wielka Brytania                      | Wielka Brytania                      |                                      |                                      | 12   | 9    |
| 1970 | Jürg Dubler Racing Organisation | Chevron B17  | Ford   | -                                    | -                                    | NZ                                   | -                                    | -                                    | 2                                    | 8                                    | -                                    | 2                                    | NZ                                   | -                                    | NU                                   |                                      |                                      | 12   | 9    |
| 1973 |                                 |              |        | Wielka Brytania                      | Wielka Brytania                      | Wielka Brytania                      | Holandia                             | Wielka Brytania                      | Monako                               | Francja                              | Wielka Brytania                      | Wielka Brytania                      | Francja                              | Wielka Brytania                      | Wielka Brytania                      | Wielka Brytania                      | Wielka Brytania                      | 0    | NS   |
| 1973 | Jürg Dubler                     | Brabham BT35 | Ford   | -                                    | -                                    | -                                    | -                                    | -                                    | NU                                   | -                                    | -                                    | -                                    | -                                    | -                                    | -                                    | -                                    | -                                    | 0    | NS   |

#### B.A.R.C.
| Rok  | Zespół                          | Samochód    | Silnik | Wyniki w poszczególnych eliminacjach | Wyniki w poszczególnych eliminacjach | Wyniki w poszczególnych eliminacjach | Wyniki w poszczególnych eliminacjach | Wyniki w poszczególnych eliminacjach | Wyniki w poszczególnych eliminacjach | Wyniki w poszczególnych eliminacjach | Wyniki w poszczególnych eliminacjach | Wyniki w poszczególnych eliminacjach | Wyniki w poszczególnych eliminacjach | Wyniki w poszczególnych eliminacjach | Pkt. | Msc. |
| ---- | ------------------------------- | ----------- | ------ | ------------------------------------ | ------------------------------------ | ------------------------------------ | ------------------------------------ | ------------------------------------ | ------------------------------------ | ------------------------------------ | ------------------------------------ | ------------------------------------ | ------------------------------------ | ------------------------------------ | ---- | ---- |
| 1970 |                                 |             |        | Wielka Brytania                      | Wielka Brytania                      | Wielka Brytania                      | Wielka Brytania                      | Wielka Brytania                      | Wielka Brytania                      | Wielka Brytania                      | Wielka Brytania                      | Wielka Brytania                      | Wielka Brytania                      | Wielka Brytania                      | 6    | 12   |
| 1970 | Jürg Dubler Racing Organisation | Chevron B17 | Ford   | -                                    | -                                    | -                                    | -                                    | 2                                    | -                                    | -                                    | -                                    | -                                    | NU                                   | -                                    | 6    | 12   |

### Francuska Formuła 3
| Rok  | Zespół                          | Samochód    | Silnik | Wyniki w poszczególnych eliminacjach | Wyniki w poszczególnych eliminacjach | Wyniki w poszczególnych eliminacjach | Wyniki w poszczególnych eliminacjach | Wyniki w poszczególnych eliminacjach | Wyniki w poszczególnych eliminacjach | Wyniki w poszczególnych eliminacjach | Wyniki w poszczególnych eliminacjach | Wyniki w poszczególnych eliminacjach | Wyniki w poszczególnych eliminacjach | Wyniki w poszczególnych eliminacjach | Wyniki w poszczególnych eliminacjach | Wyniki w poszczególnych eliminacjach | Wyniki w poszczególnych eliminacjach | Wyniki w poszczególnych eliminacjach | Pkt. | Msc. |
| ---- | ------------------------------- | ----------- | ------ | ------------------------------------ | ------------------------------------ | ------------------------------------ | ------------------------------------ | ------------------------------------ | ------------------------------------ | ------------------------------------ | ------------------------------------ | ------------------------------------ | ------------------------------------ | ------------------------------------ | ------------------------------------ | ------------------------------------ | ------------------------------------ | ------------------------------------ | ---- | ---- |
| 1969 |                                 |             |        | Francja                              | Francja                              | Francja                              | Francja                              | Francja                              | Francja                              | Francja                              | Francja                              | Francja                              | Francja                              | Francja                              | Holandia                             | Francja                              | Francja                              | Francja                              | 0    | NS   |
| 1969 | Jürg Dubler Racing Organisation | Tecno 69    | Ford   | -                                    | -                                    | -                                    | -                                    | -                                    | -                                    | NU                                   | NZ                                   | -                                    | -                                    | -                                    | -                                    | -                                    | -                                    | -                                    | 0    | NS   |
| 1970 |                                 |             |        | Francja                              | Francja                              | Francja                              | Francja                              | Francja                              | Francja                              | Francja                              | Francja                              | Francja                              | Francja                              | Francja                              | Francja                              | Francja                              | Francja                              | Francja                              | 0    | NS   |
| 1970 | Jürg Dubler Racing Organisation | Chevron B17 | Ford   | -                                    | -                                    | 5                                    | -                                    | -                                    | -                                    | -                                    | 3                                    | 5                                    | NU                                   | -                                    | NU                                   | -                                    | NU                                   | -                                    | 0    | NS   |

### Włoska Formuła 3
| Rok  | Zespół                          | Samochód     | Silnik | Wyniki w poszczególnych eliminacjach | Wyniki w poszczególnych eliminacjach | Wyniki w poszczególnych eliminacjach | Wyniki w poszczególnych eliminacjach | Wyniki w poszczególnych eliminacjach | Wyniki w poszczególnych eliminacjach | Wyniki w poszczególnych eliminacjach | Wyniki w poszczególnych eliminacjach | Wyniki w poszczególnych eliminacjach | Wyniki w poszczególnych eliminacjach | Wyniki w poszczególnych eliminacjach | Wyniki w poszczególnych eliminacjach | Pkt. | Msc. |
| ---- | ------------------------------- | ------------ | ------ | ------------------------------------ | ------------------------------------ | ------------------------------------ | ------------------------------------ | ------------------------------------ | ------------------------------------ | ------------------------------------ | ------------------------------------ | ------------------------------------ | ------------------------------------ | ------------------------------------ | ------------------------------------ | ---- | ---- |
| 1969 |                                 |              |        | Włochy                               | Włochy                               | Włochy                               | Włochy                               | Włochy                               | Włochy                               | Włochy                               | Włochy                               | Włochy                               | Włochy                               | Włochy                               | Włochy                               | 0    | NS   |
| 1969 | Jürg Dubler Racing Organisation | Tecno 69     | Ford   | -                                    | -                                    | 3                                    | 1                                    | -                                    | NU                                   | -                                    | -                                    | -                                    | NW                                   | 3                                    | NZ                                   | 0    | NS   |
| 1973 |                                 |              |        | Włochy                               | Włochy                               | Włochy                               | Włochy                               | Włochy                               | Monako                               | Włochy                               | Włochy                               | Włochy                               | Włochy                               | Włochy                               | Włochy                               | 0    | NS   |
| 1973 | Jürg Dubler                     | Brabham BT41 | Ford   | -                                    | NW                                   | NW                                   | NW                                   | -                                    | -                                    | -                                    | -                                    | -                                    | -                                    | -                                    | -                                    | 0    | NS   |
| 1973 | Jürg Dubler                     | Brabham BT35 | Ford   | -                                    | -                                    | -                                    | -                                    | 9                                    | NU                                   | -                                    | -                                    | -                                    | -                                    | -                                    | -                                    | 0    | NS   |

### Wschodnioniemiecka Formuła 3
| Rok  | Zespół                               | Samochód     | Silnik | Wyniki w poszczególnych eliminacjach | Wyniki w poszczególnych eliminacjach | Wyniki w poszczególnych eliminacjach | Wyniki w poszczególnych eliminacjach | Wyniki w poszczególnych eliminacjach | Wyniki w poszczególnych eliminacjach | Pkt. | Msc. |
| ---- | ------------------------------------ | ------------ | ------ | ------------------------------------ | ------------------------------------ | ------------------------------------ | ------------------------------------ | ------------------------------------ | ------------------------------------ | ---- | ---- |
| 1965 |                                      |              |        |                                      |                                      |                                      |                                      |                                      |                                      | 0    | NS   |
| 1965 | Zurich Automobile Racing Partnership | Brabham BT15 | Ford   | -                                    | -                                    | -                                    | NU                                   | -                                    | -                                    | 0    | NS   |
| 1966 |                                      |              |        |                                      |                                      |                                      |                                      |                                      |                                      | 0    | NS   |
| 1966 | Zurich Automobile Racing Partnership | Brabham BT18 | Ford   | -                                    | -                                    | -                                    | -                                    | NU                                   | -                                    | 0    | NS   |
| 1967 |                                      |              |        |                                      |                                      |                                      |                                      |                                      |                                      | 0    | NS   |
| 1967 | Jürg Dubler                          | Brabham BT21 | Ford   | -                                    | -                                    | -                                    | -                                    | 2                                    | -                                    | 0    | NS   |

### Temporada Argentina
| Rok  | Zespół                               | Samochód     | Silnik | Wyniki w poszczególnych eliminacjach | Wyniki w poszczególnych eliminacjach | Wyniki w poszczególnych eliminacjach | Wyniki w poszczególnych eliminacjach | Pkt. | Msc. |
| ---- | ------------------------------------ | ------------ | ------ | ------------------------------------ | ------------------------------------ | ------------------------------------ | ------------------------------------ | ---- | ---- |
| 1967 |                                      |              |        | Argentyna                            | Argentyna                            | Argentyna                            | Argentyna                            | 0    | NS   |
| 1967 | Zurich Automobile Racing Partnership | Brabham BT18 | Ford   | 7                                    | 10                                   | 6                                    | NU                                   | 0    | NS   |